# Frank de Boer
Franciscus de Boer, detto Frank (pronuncia olandese: ˈfrɑŋg də ˈbuːr) (Hoorn, 15 maggio 1970), è un allenatore di calcio ed ex calciatore olandese, di ruolo difensore.
Con la maglia dell'Ajax, alla quale ha legato la maggior parte della sua carriera come calciatore, ha vinto cinque campionati olandesi, due coppe d'Olanda, tre Supercoppe nazionali, una Coppa UEFA, una UEFA Champions League, una Supercoppa UEFA e una Coppa Intercontinentale. Vanta anche la vittoria di un campionato spagnolo con il Barcellona.
Da allenatore dell'Ajax è stato il primo a conquistare quattro campionati consecutivi, superando il precedente primato che apparteneva a Rinus Michels, Louis van Gaal e Guus Hiddink.

## Biografia
De Boer parla cinque lingue: olandese, inglese, spagnolo, tedesco e un po' d'italiano. È sposato e padre di tre figlie, una delle quali, Beau, è giocatrice di pallamano ed è fidanzata con il calciatore Calvin Stengs.
Suo fratello gemello, Ronald, è stato anch'egli un calciatore professionista, nonché suo compagno di squadra all'Ajax, al Barcellona e ai Rangers Glasgow nonché nella nazionale olandese. 

## Carriera

### Giocatore

#### Club
Cresciuto nel settore giovanile dell'Ajax, ha fatto il suo esordio in prima squadra nel 1989 come terzino sinistro. L'anno successivo vince il suo primo titolo nazionale, al quale ne seguiranno altri tre durante i dieci anni trascorsi nella squadra di Amsterdam. Assieme ai numerosi successi in campo nazionale arrivano quelli a livello internazionale: dopo la vittoria della Coppa UEFA nella stagione 1991-1992, nel 1995 l'Ajax conquista la UEFA Champions League; per i lancieri si tratta della quarta vittoria nella massima competizione europea, risultato che mancava da ventidue anni. Sempre nel 1995 arrivano i successi nella Supercoppa UEFA e nella Coppa Intercontinentale. La stampa sportiva riconosce ormai De Boer, che nel frattempo si è affermato da difensore centrale, come uno dei migliori calciatori olandesi della sua generazione.

Frank de Boer (accosciato, secondo da destra) all'Ajax nella stagione 1995-1996

Chiuso il lungo rapporto con l'Ajax, nel gennaio 1999 si trasferisce al Barcellona. Al termine della stagione si laurea subito campione di Spagna aggiungendo così un altro titolo al suo ricco palmarès. Nel 2001 un test antidoping lo rivela positivo al nandrolone.
L'esperienza in Spagna si conclude nell'estate del 2003, quando si trasferisce tra le file del Galatasaray; tuttavia già nel gennaio del 2004 De Boer lascia il club turco per andare a giocare nei Rangers. Nell'aprile del 2006, dopo due brevi esperienze in Qatar con le maglie di Al-Rayyan e Al-Shamal, annuncia il suo ritiro dal calcio agonistico per occuparsi del settore giovanile dell'Ajax.

#### Nazionale
Convocato per la prima volta in nazionale nel 1990, De Boer ha preso parte a tre Europei (1992, 2000, 2004) e a due Mondiali (1994, 1998); ad eccezione del torneo iridato del 1994, in cui i Paesi Bassi vengono eliminati ai quarti di finale dal Brasile, De Boer e compagni raggiungono le semifinali in ognuna delle suddette competizioni. Nel 2000, capitano degli Oranje, il difensore fallisce due rigori (il primo durante i tempi regolamentari e il secondo dopo i supplementari) nella semifinale contro l'Italia, vedendosi respingere entrambi i tiri da Francesco Toldo. Il 15 novembre dello stesso anno supera Aron Winter in vetta alla classifica dei giocatori con più presenze nella storia della nazionale olandese: il record di De Boer resisterà fino al 25 giugno 2006, quando verrà battuto da Edwin van der Sar.
Termina la propria militanza in nazionale nel 2004, per un infortunio occorsogli durante la rassegna continentale.

### Allenatore
Dal 1º agosto 2006 svolge il ruolo di allenatore dell'Ajax della selezione D-1 e dal 1º luglio 2008 della selezione A-1; nello stesso anno diventa anche assistente del selezionatore della nazionale olandese Bert van Marwijk.

#### Ajax

##### 2010-2013
Il 6 dicembre 2010 viene promosso allenatore della prima squadra Ajax in sostituzione del dimissionario Martin Jol che aveva avuto dei dissidi con l'assistente Danny Blind oltre ai risultati negativi. Esordisce sulla panchina dei lancieri due giorni più tardi, ottenendo una prestigiosa vittoria (2-0) allo Stadio Giuseppe Meazza di Milano contro il Milan, in un incontro valevole per la sesta giornata del Girone G della Champions League 2010-2011, ma non andrà oltre il terzo posto, comunque valido per l'Europa League, in cui si fermerà agli ottavi di finale contro lo Spartak Mosca. Il 25 gennaio 2011 lascia il ruolo di vice della nazionale olandese. Perde per 3-2 la finale della coppa nazionale contro il Twente, ma il 15 maggio 2011, giorno del suo 41º compleanno, porta la squadra di Amsterdam alla conquista del 30º titolo della sua storia vincendo lo scontro diretto proprio con il Twente per 3-1 nell'ultima giornata di campionato e superandoli alla testa della classifica con 73 punti. Riesce così a vincere il campionato con una rosa dall'età media di 22 anni facendola diventare la più giovane squadra campione di sempre in Eredivisie. Inoltre De Boer è il terzo olandese della storia, dopo Rinus Michels e Ronald Koeman, ad aver vinto in patria il campionato sia da giocatore sia da allenatore.

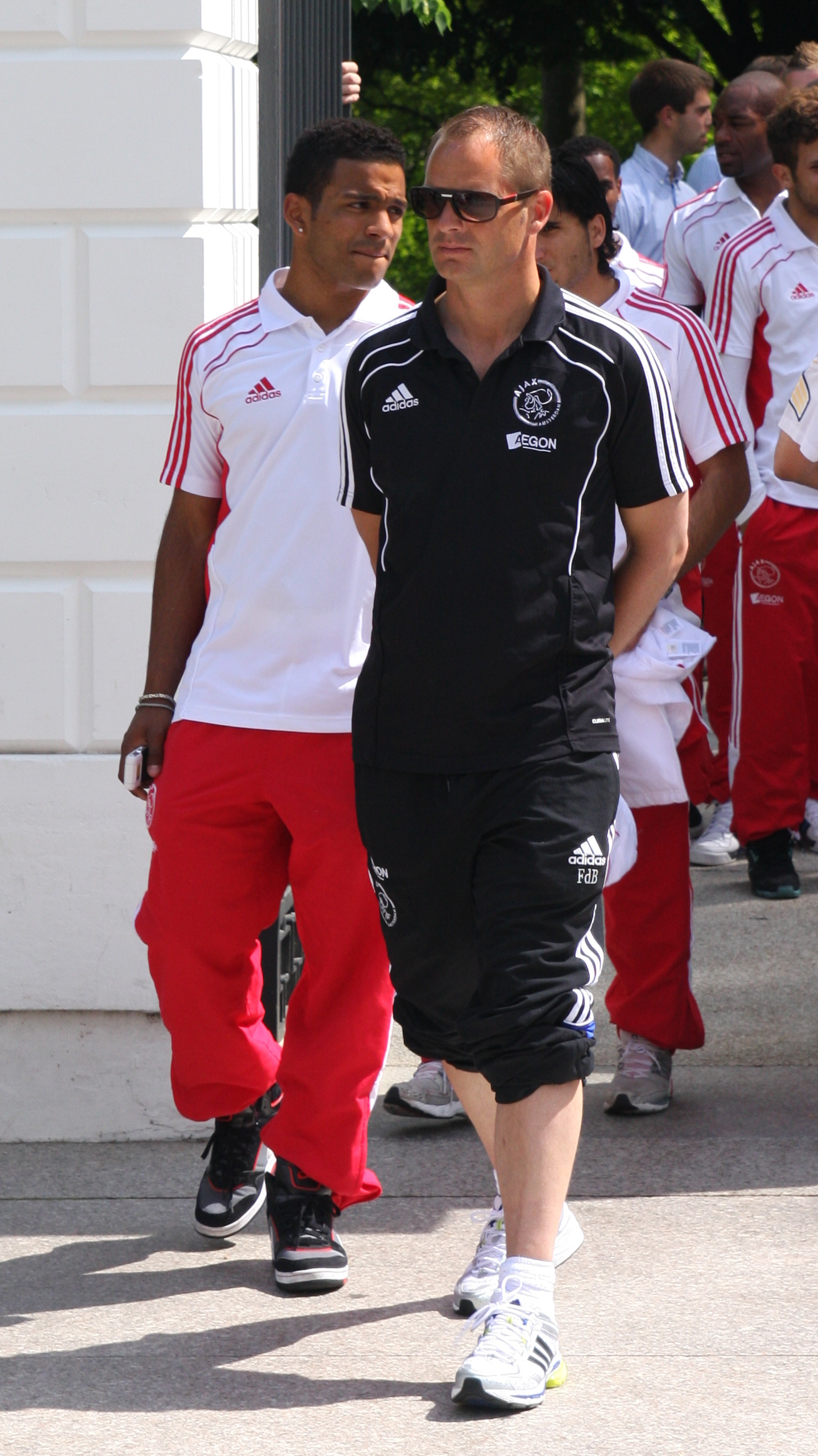
Frank de Boer tecnico dell'Ajax nel 2011

Il 30 luglio il Twente ha la meglio sull'Ajax nella Supercoppa d'Olanda 2011 per 2-1. La squadra di de Boer viene eliminata in dicembre in Coppa d'Olanda ma il 2 maggio 2012 vince la Eredivisie, la seconda con De Boer, dopo una lunga cavalcata con ben 14 vittorie consecutive in campionato e con un distacco finale di 6 punti dal Feyenoord.
Nello stesso mese il tecnico rifiuta un'offerta per allenare il Liverpool e spiega al De Telegraaf: "l'offerta mi onora, ma ho appena cominciato con l'Ajax. Abbiamo intrapreso una nuova strada ad Amsterdam e, con Wim Jonk e Dennis Bergkamp, vogliamo fare grandi cose. Ecco perché voglio restare all'Ajax nei prossimi anni".
Il 5 agosto 2012 perde di nuovo la Supercoppa, questa volta contro il PSV per 4-2. Semifinalista in Coppa d'Olanda, il 5 maggio 2013 vince il suo terzo campionato olandese consecutivo con 7 punti di distacco dal PSV e il 29 giugno seguente rinnova il proprio contratto fino al 2017, diventando così il settimo allenatore dell'Ajax più longevo dal dopoguerra ad oggi dopo Michels, Van Gaal, Humenberger, Koeman, De Mos e Cruijff.

##### 2013-2016
Al terzo tentativo, il 27 luglio 2013, vince la Supercoppa battendo per 3-2 l'AZ dopo i tempi supplementari. Perde la Coppa d'Olanda in finale per 5-1 contro l'emergente PEC Zwolle, ma il 27 aprile 2014 vince il quarto campionato consecutivo con l'Ajax, eguagliando così Rinus Michels e Louis van Gaal come numero di campionati vinti dietro a Guus Hiddink (6 col PSV); è il primo però ad averne vinti quattro di seguito. Lo stesso giorno riceve la medaglia per "gli alti servigi resi alla città di Amsterdam" consegnatagli dal sindaco van der Laan.
Riassumendo i suoi quattro anni all'Ajax dichiara: "Quando sono arrivato qui, la squadra non costruiva calcio. Noi abbiamo cercato di inserire giovani, far nascere il gioco dalla difesa, proporre un calcio attraente e dominare per 90 minuti".
Inizia la stagione 2014-2015 con la terza sconfitta in Supercoppa d'Olanda, sempre contro il PEC Zwolle, mentre in Champions League viene eliminato per la quinta volta consecutiva nella fase a gruppi, piazzandosi al terzo posto nel girone. in Europa League, dopo tre eliminazioni consecutive ai sedicesimi, l'Ajax esce agli ottavi di finale, venendo sconfitto dal Dnipro. In campionato chiude secondo alle spalle del PSV Eindhoven, interrompendo così dopo quattro anni la sua striscia di vittorie.
La stagione 2015-2016, l'ultima per De Boer come tecnico dell'Ajax, è meno brillante delle precedenti e segnata dalla precoce eliminazione in Champions League (al terzo turno preliminare, per mano del Rapid Vienna). La stagione si conferma deludente l'8 maggio 2016, quando, all'ultima giornata di campionato, i lancieri pareggiano per 1-1 contro il De Graafschap penultimo in classifica e si fanno superare dal PSV, vittorioso per 3-1 a Zwolle, che va così a vincere l'Eredivisie per il secondo anno consecutivo.
Il 12 maggio il club di Amsterdam annuncia la risoluzione consensuale del contratto.

#### Inter
Nell'agosto 2016, pochi giorni prima che il campionato italiano prenda il via, passa ad allenare l'Inter per sostituire il dimissionario Roberto Mancini. Dati i tempi stretti tra il suo arrivo e l'inizio della stagione ufficiale, non riesce a dare un'impronta precisa alla squadra. In 14 partite subisce 7 sconfitte, con i nerazzurri che passano in svantaggio per 10 volte. L'avvio negativo spinge la società ad esonerarlo tramite la risoluzione del contratto, ponendo così fine alla sua esperienza sulla panchina nerazzurra dopo soli 85 giorni.

#### Crystal Palace
Nel giugno 2017 firma con il Crystal Palace, ma anche in questo caso la gestione si conclude prematuramente, durando solo 76 giorni: dopo aver perso 4 gare consecutive in Premier League senza alcun gol segnato, viene esonerato e sostituito da Roy Hodgson.

#### Atlanta United
Il 23 dicembre 2018 diventa il nuovo allenatore dell'Atlanta United al posto di Gerardo Martino. Il 14 agosto 2019 seguente vince la prima edizione della Campeones Cup, battendo per 3-2 il Club América. Il 27 agosto conquista la prima U.S. Open Cup, superando il Minnesota United per 2-1. Arriva 3º nella classifica generale della Major League Soccer 2019, dopo essere arrivato 2º nella regular season dietro al New York, e il 30 ottobre perde la finale di Conference contro il Toronto FC per 1-2. L’anno seguente ha un inizio difficile in MLS, indi per cui il 24 luglio 2020 si separa consensualmente dal club.

#### Nazionale olandese
Il 24 settembre seguente viene ufficializzato come nuovo commissario tecnico della nazionale olandese al posto di Ronald Koeman, passato alla guida del Barcelona, firmando un contratto biennale valido fino al campionato del mondo del 2022. Il 7 ottobre seguente al debutto perde in amichevole con il Messico (0-1). Dopo una sconfitta e tre pareggi - è il primo CT oranje a non aver vinto neanche una delle sue prime quattro partite - alla quinta partita arriva la prima vittoria, il 15 novembre in UEFA Nations League contro la Bosnia (3-1). Tre giorni dopo con la vittoria in rimonta contro la Polonia (1-2) arriva secondo nel girone a un punto dall’Italia non qualificandosi così alla fase successiva della competizione. Al campionato europeo, dopo aver superato il girone a punteggio pieno nonostante le critiche dell’opinione pubblica dovute ai risultati e allo schema di gioco da lui utilizzato, l’Olanda viene eliminata già agli ottavi per mano della Repubblica Ceca (0-2) e il 29 giugno 2021 si dimette dall’incarico.
In 15 gare alla guida della nazionale, De Boer ha raccolto 8 vittorie, 4 pareggi e 3 sconfitte, 2 delle quali (4-2 contro la Turchia nelle qualificazioni ai Mondiali 2022 e 2-0 contro i cechi appunto) molto pesanti e che lo hanno portato al centro di pesanti critiche.
Nel corso della stagione 2022/2023, insieme ad altri ex giocatori olandesi, entra a far parte della squadra di Viaplay Sport, piattaforma streaming che trasmette anche la Bundesliga e la Coppa di Lega inglese.

#### Al Jazira
Il 5 giugno 2023, dopo quasi due anni di inattività, viene annunciato come nuovo allenatore dell’Al-Jazira negli Emirati Arabi Uniti.
Il 12 dicembre dello stesso anno, a distanza di sole 13 settimane, viene sollevato dall'incarico di allenatore dopo gli scarsi risultati conseguiti alla guida della prima squadra, non ultima l’eliminazione dalla coppa nazionale, lasciando il club emiratino al 7º posto in campionato.

## Statistiche

### Presenze e reti nei club
| Stagione          | Squadra           | Campionato        | Campionato | Campionato | Coppe nazionali | Coppe nazionali | Coppe nazionali | Coppe continentali | Coppe continentali | Coppe continentali | Altre coppe | Altre coppe | Altre coppe | Totale | Totale |
| Stagione          | Squadra           | Comp              | Pres       | Reti       | Comp            | Pres            | Reti            | Comp               | Pres               | Reti               | Comp        | Pres        | Reti        | Pres   | Reti   |
| ----------------- | ----------------- | ----------------- | ---------- | ---------- | --------------- | --------------- | --------------- | ------------------ | ------------------ | ------------------ | ----------- | ----------- | ----------- | ------ | ------ |
| 1988-1989         | Ajax              | ED                | 28         | 0          | -               | -               | -               | -                  | -                  | -                  | -           | -           | -           | 28     | 0      |
| 1989-1990         | Ajax              | ED                | 24         | 0          | CO              | 3               | 0               | CU                 | 1                  | 0                  | -           | -           | -           | 28     | 0      |
| 1990-1991         | Ajax              | ED                | 34         | 1          | CO              | 2               | 0               | -                  | -                  | -                  | -           | -           | -           | 36     | 1      |
| 1991-1992         | Ajax              | ED                | 30         | 1          | CO              | 3               | 0               | CU                 | 12                 | 0                  | -           | -           | -           | 45     | 1      |
| 1992-1993         | Ajax              | ED                | 34         | 3          | CO              | 5               | 1               | CU                 | 8                  | 1                  | -           | -           | -           | 47     | 5      |
| 1993-1994         | Ajax              | ED                | 34         | 2          | CO              | 4               | 2               | CdC                | 6                  | 1                  | SO          | 1           | 1           | 45     | 6      |
| 1994-1995         | Ajax              | ED                | 34         | 10         | CO              | 3               | 0               | UCL                | 10                 | 2                  | SO          | 1           | 0           | 48     | 12     |
| 1995-1996         | Ajax              | ED                | 32         | 3          | CO              | 2               | 0               | UCL+SU             | 9+2                | 1+0                | SO+CInt     | 1+1         | 1+0         | 47     | 5      |
| 1996-1997         | Ajax              | ED                | 32         | 4          | -               | -               | -               | UCL                | 9                  | 0                  | SO          | 1           | 0           | 42     | 4      |
| 1997-1998         | Ajax              | ED                | 31         | 5          | CO              | 5               | 2               | CU                 | 8                  | 2                  | -           | -           | -           | 44     | 9      |
| 1998-gen. 1999    | Ajax              | ED                | 15         | 3          | CO              | 1               | 0               | UCL                | 6                  | 0                  | -           | -           | -           | 22     | 3      |
| Totale Ajax       | Totale Ajax       | Totale Ajax       | 328        | 32         |                 | 28              | 5               |                    | 71                 | 7                  |             | 5           | 2           | 432    | 46     |
| gen.-giu. 1999    | Barcellona        | PD                | 19         | 2          | CR              | 4               | 2               | -                  | -                  | -                  | -           | -           | -           | 23     | 4      |
| 1999-2000         | Barcellona        | PD                | 22         | 0          | CR              | 6               | 0               | UCL                | 12                 | 2                  | SS          | 2           | 0           | 42     | 2      |
| 2000-2001         | Barcellona        | PD                | 34         | 3          | CR              | 7               | 1               | UCL+CU             | 4+7                | 1+0                | -           | -           | -           | 52     | 5      |
| 2001-2002         | Barcellona        | PD                | 34         | 0          | CR              | 0               | 0               | UCL                | 13                 | 0                  | -           | -           | -           | 47     | 0      |
| 2002-2003         | Barcellona        | PD                | 35         | 0          | CR              | 1               | 0               | UCL                | 2+12               | 1+1                | -           | -           | -           | 50     | 2      |
| Totale Barcellona | Totale Barcellona | Totale Barcellona | 144        | 5          |                 | 18              | 3               |                    | 50                 | 5                  |             | 2           | 0           | 214    | 13     |
| 2003-gen. 2004    | Galatasaray       | SL                | 15         | 1          | -               | -               | -               | UCL                | 2+6                | 0                  | -           | -           | -           | 23     | 1      |
| gen.-giu. 2004    | Rangers           | PL                | 15         | 2          | CS+CdL          | 1+1             | 0               | -                  | -                  | -                  | -           | -           | -           | 17     | 2      |
| 2004-2005         | Al-Rayyan         | QL                | 16         | 5          | -               | -               | -               | -                  | -                  | -                  | -           | -           | -           | 16     | 5      |
| 2005-2006         | Al-Shamal         | QL                | 1          | 0          | -               | -               | -               | -                  | -                  | -                  | -           | -           | -           | 1      | 0      |
| Totale carriera   | Totale carriera   | Totale carriera   | 504        | 43         |                 | 30              | 5               |                    | 129                | 12                 |             | 5           | 2           | 668    | 62     |

### Cronologia presenze e reti in nazionale
| Cronologia completa delle presenze e delle reti in nazionale ― Paesi Bassi | Cronologia completa delle presenze e delle reti in nazionale ― Paesi Bassi | Cronologia completa delle presenze e delle reti in nazionale ― Paesi Bassi | Cronologia completa delle presenze e delle reti in nazionale ― Paesi Bassi | Cronologia completa delle presenze e delle reti in nazionale ― Paesi Bassi | Cronologia completa delle presenze e delle reti in nazionale ― Paesi Bassi | Cronologia completa delle presenze e delle reti in nazionale ― Paesi Bassi | Cronologia completa delle presenze e delle reti in nazionale ― Paesi Bassi |
| Data                                                                       | Città                                                                      | In casa                                                                    | Risultato                                                                  | Ospiti                                                                     | Competizione                                                               | Reti                                                                       | Note                                                                       |
| -------------------------------------------------------------------------- | -------------------------------------------------------------------------- | -------------------------------------------------------------------------- | -------------------------------------------------------------------------- | -------------------------------------------------------------------------- | -------------------------------------------------------------------------- | -------------------------------------------------------------------------- | -------------------------------------------------------------------------- |
| 26-9-1990                                                                  | Palermo                                                                    | Italia                                                                     | 1 – 0                                                                      | Paesi Bassi                                                                | Amichevole                                                                 | -                                                                          | 71’                                                                        |
| 17-10-1990                                                                 | Porto                                                                      | Portogallo                                                                 | 1 – 0                                                                      | Paesi Bassi                                                                | Qual. Euro 1992                                                            | -                                                                          | 74’                                                                        |
| 19-12-1990                                                                 | Ta' Qali                                                                   | Malta                                                                      | 0 – 8                                                                      | Paesi Bassi                                                                | Qual. Euro 1992                                                            | -                                                                          |                                                                            |
| 13-3-1991                                                                  | Rotterdam                                                                  | Paesi Bassi                                                                | 1 – 0                                                                      | Malta                                                                      | Qual. Euro 1992                                                            | -                                                                          | 46’                                                                        |
| 5-6-1991                                                                   | Helsinki                                                                   | Finlandia                                                                  | 1 – 1                                                                      | Paesi Bassi                                                                | Qual. Euro 1992                                                            | 1                                                                          |                                                                            |
| 27-5-1992                                                                  | Sittard                                                                    | Paesi Bassi                                                                | 3 – 2                                                                      | Austria                                                                    | Amichevole                                                                 | -                                                                          | 65’                                                                        |
| 30-5-1992                                                                  | Utrecht                                                                    | Paesi Bassi                                                                | 4 – 0                                                                      | Galles                                                                     | Amichevole                                                                 | -                                                                          | 16’                                                                        |
| 18-6-1992                                                                  | Göteborg                                                                   | Paesi Bassi                                                                | 3 – 1                                                                      | Germania                                                                   | Euro 1992 - 1º turno                                                       | -                                                                          | 61’                                                                        |
| 22-6-1992                                                                  | Göteborg                                                                   | Paesi Bassi                                                                | 2 – 2 dts (6 – 7 dtr)                                                      | Danimarca                                                                  | Euro 1992 - Semifinale                                                     | -                                                                          | 46’                                                                        |
| 9-9-1992                                                                   | Eindhoven                                                                  | Paesi Bassi                                                                | 2 – 3                                                                      | Italia                                                                     | Amichevole                                                                 | -                                                                          | 46’                                                                        |
| 23-9-1992                                                                  | Oslo                                                                       | Norvegia                                                                   | 2 – 1                                                                      | Paesi Bassi                                                                | Qual. Mondiali 1994                                                        | -                                                                          |                                                                            |
| 16-12-1992                                                                 | Istanbul                                                                   | Turchia                                                                    | 1 – 3                                                                      | Paesi Bassi                                                                | Qual. Mondiali 1994                                                        | -                                                                          | 70’                                                                        |
| 24-2-1993                                                                  | Utrecht                                                                    | Paesi Bassi                                                                | 3 – 1                                                                      | Turchia                                                                    | Qual. Mondiali 1994                                                        | -                                                                          | 46’                                                                        |
| 24-3-1993                                                                  | Utrecht                                                                    | Paesi Bassi                                                                | 6 – 0                                                                      | San Marino                                                                 | Qual. Mondiali 1994                                                        | -                                                                          |                                                                            |
| 28-4-1993                                                                  | Londra                                                                     | Inghilterra                                                                | 2 – 2                                                                      | Paesi Bassi                                                                | Qual. Mondiali 1994                                                        | -                                                                          |                                                                            |
| 9-6-1993                                                                   | Rotterdam                                                                  | Paesi Bassi                                                                | 0 – 0                                                                      | Norvegia                                                                   | Qual. Mondiali 1994                                                        | -                                                                          | 45’                                                                        |
| 22-9-1993                                                                  | Bologna                                                                    | San Marino                                                                 | 0 – 7                                                                      | Paesi Bassi                                                                | Qual. Mondiali 1994                                                        | -                                                                          |                                                                            |
| 13-10-1993                                                                 | Rotterdam                                                                  | Paesi Bassi                                                                | 2 – 0                                                                      | Inghilterra                                                                | Qual. Mondiali 1994                                                        | -                                                                          |                                                                            |
| 17-11-1993                                                                 | Poznań                                                                     | Polonia                                                                    | 1 – 3                                                                      | Paesi Bassi                                                                | Qual. Mondiali 1994                                                        | -                                                                          |                                                                            |
| 19-1-1994                                                                  | Tunisi                                                                     | Tunisia                                                                    | 2 – 2                                                                      | Paesi Bassi                                                                | Amichevole                                                                 | -                                                                          |                                                                            |
| 23-3-1994                                                                  | Glasgow                                                                    | Scozia                                                                     | 0 – 1                                                                      | Paesi Bassi                                                                | Amichevole                                                                 | -                                                                          |                                                                            |
| 20-4-1994                                                                  | Tilburg                                                                    | Paesi Bassi                                                                | 0 – 1                                                                      | Irlanda                                                                    | Amichevole                                                                 | -                                                                          |                                                                            |
| 27-5-1994                                                                  | Utrecht                                                                    | Paesi Bassi                                                                | 3 – 1                                                                      | Scozia                                                                     | Amichevole                                                                 | -                                                                          |                                                                            |
| 1-6-1994                                                                   | Eindhoven                                                                  | Paesi Bassi                                                                | 7 – 1                                                                      | Ungheria                                                                   | Amichevole                                                                 | -                                                                          | 46’                                                                        |
| 12-6-1994                                                                  | Toronto                                                                    | Canada                                                                     | 0 – 3                                                                      | Paesi Bassi                                                                | Amichevole                                                                 | -                                                                          |                                                                            |
| 20-6-1994                                                                  | Washington                                                                 | Paesi Bassi                                                                | 2 – 1                                                                      | Arabia Saudita                                                             | Mondiali 1994 - 1º turno                                                   | -                                                                          | 75’                                                                        |
| 25-6-1994                                                                  | Orlando                                                                    | Belgio                                                                     | 1 – 0                                                                      | Paesi Bassi                                                                | Mondiali 1994 - 1º turno                                                   | -                                                                          |                                                                            |
| 29-6-1994                                                                  | Orlando                                                                    | Marocco                                                                    | 1 – 2                                                                      | Paesi Bassi                                                                | Mondiali 1994 - 1º turno                                                   | -                                                                          |                                                                            |
| 4-7-1994                                                                   | Orlando                                                                    | Paesi Bassi                                                                | 2 – 0                                                                      | Irlanda                                                                    | Mondiali 1994 - Ottavi di finale                                           | -                                                                          |                                                                            |
| 7-9-1994                                                                   | Lussemburgo                                                                | Lussemburgo                                                                | 0 – 4                                                                      | Paesi Bassi                                                                | Qual. Euro 1996                                                            | -                                                                          |                                                                            |
| 12-10-1994                                                                 | Oslo                                                                       | Norvegia                                                                   | 1 – 1                                                                      | Paesi Bassi                                                                | Qual. Euro 1996                                                            | -                                                                          |                                                                            |
| 16-11-1994                                                                 | Rotterdam                                                                  | Paesi Bassi                                                                | 0 – 0                                                                      | Rep. Ceca                                                                  | Qual. Euro 1996                                                            | -                                                                          |                                                                            |
| 14-12-1994                                                                 | Rotterdam                                                                  | Paesi Bassi                                                                | 5 – 0                                                                      | Lussemburgo                                                                | Qual. Euro 1996                                                            | -                                                                          |                                                                            |
| 18-1-1995                                                                  | Utrecht                                                                    | Paesi Bassi                                                                | 0 – 1                                                                      | Francia                                                                    | Amichevole                                                                 | -                                                                          |                                                                            |
| 29-3-1995                                                                  | Rotterdam                                                                  | Paesi Bassi                                                                | 4 – 0                                                                      | Malta                                                                      | Qual. Euro 1996                                                            | -                                                                          |                                                                            |
| 26-4-1995                                                                  | Praga                                                                      | Rep. Ceca                                                                  | 3 – 1                                                                      | Paesi Bassi                                                                | Qual. Euro 1996                                                            | -                                                                          | 56’                                                                        |
| 6-9-1995                                                                   | Rotterdam                                                                  | Paesi Bassi                                                                | 1 – 0                                                                      | Bielorussia                                                                | Qual. Euro 1996                                                            | -                                                                          |                                                                            |
| 11-10-1995                                                                 | Ta' Qali                                                                   | Malta                                                                      | 0 – 4                                                                      | Paesi Bassi                                                                | Qual. Euro 1996                                                            | -                                                                          |                                                                            |
| 15-11-1995                                                                 | Rotterdam                                                                  | Paesi Bassi                                                                | 3 – 0                                                                      | Norvegia                                                                   | Qual. Euro 1996                                                            | -                                                                          | 14’                                                                        |
| 24-4-1996                                                                  | Rotterdam                                                                  | Paesi Bassi                                                                | 0 – 1                                                                      | Germania                                                                   | Amichevole                                                                 | -                                                                          |                                                                            |
| 31-8-1996                                                                  | Amsterdam                                                                  | Paesi Bassi                                                                | 2 – 2                                                                      | Brasile                                                                    | Amichevole                                                                 | -                                                                          | cap.                                                                       |
| 5-10-1996                                                                  | Cardiff                                                                    | Galles                                                                     | 1 – 3                                                                      | Paesi Bassi                                                                | Qual. Mondiali 1998                                                        | -                                                                          | cap.                                                                       |
| 9-11-1996                                                                  | Eindhoven                                                                  | Paesi Bassi                                                                | 7 – 1                                                                      | Galles                                                                     | Qual. Mondiali 1998                                                        | 1                                                                          | cap.                                                                       |
| 14-12-1996                                                                 | Bruxelles                                                                  | Belgio                                                                     | 0 – 3                                                                      | Paesi Bassi                                                                | Qual. Mondiali 1998                                                        | -                                                                          | cap.                                                                       |
| 26-2-1997                                                                  | Parigi                                                                     | Francia                                                                    | 2 – 1                                                                      | Paesi Bassi                                                                | Amichevole                                                                 | -                                                                          | cap.                                                                       |
| 29-3-1997                                                                  | Amsterdam                                                                  | Paesi Bassi                                                                | 4 – 0                                                                      | San Marino                                                                 | Qual. Mondiali 1998                                                        | 2                                                                          | cap.                                                                       |
| 2-4-1997                                                                   | Istanbul                                                                   | Turchia                                                                    | 1 – 0                                                                      | Paesi Bassi                                                                | Qual. Mondiali 1998                                                        | -                                                                          | cap.                                                                       |
| 30-4-1997                                                                  | Serravalle                                                                 | San Marino                                                                 | 0 – 6                                                                      | Paesi Bassi                                                                | Qual. Mondiali 1998                                                        | 1                                                                          | cap.                                                                       |
| 6-9-1997                                                                   | Rotterdam                                                                  | Paesi Bassi                                                                | 3 – 1                                                                      | Belgio                                                                     | Qual. Mondiali 1998                                                        | -                                                                          | cap.                                                                       |
| 11-10-1997                                                                 | Amsterdam                                                                  | Paesi Bassi                                                                | 0 – 0                                                                      | Turchia                                                                    | Qual. Mondiali 1998                                                        | -                                                                          | cap.                                                                       |
| 21-2-1998                                                                  | Miami                                                                      | Stati Uniti                                                                | 0 – 2                                                                      | Paesi Bassi                                                                | Amichevole                                                                 | -                                                                          | cap.                                                                       |
| 24-2-1998                                                                  | Miami                                                                      | Messico                                                                    | 2 – 3                                                                      | Paesi Bassi                                                                | Amichevole                                                                 | -                                                                          | cap.                                                                       |
| 27-5-1998                                                                  | Arnhem                                                                     | Paesi Bassi                                                                | 0 – 0                                                                      | Camerun                                                                    | Amichevole                                                                 | -                                                                          | cap.                                                                       |
| 1-6-1998                                                                   | Eindhoven                                                                  | Paesi Bassi                                                                | 5 – 1                                                                      | Paraguay                                                                   | Amichevole                                                                 | 1                                                                          | cap.                                                                       |
| 5-6-1998                                                                   | Amsterdam                                                                  | Paesi Bassi                                                                | 5 – 1                                                                      | Nigeria                                                                    | Amichevole                                                                 | -                                                                          | cap.                                                                       |
| 13-6-1998                                                                  | Parigi                                                                     | Paesi Bassi                                                                | 0 – 0                                                                      | Belgio                                                                     | Mondiali 1998 - 1º turno                                                   | -                                                                          | cap.                                                                       |
| 20-6-1998                                                                  | Marsiglia                                                                  | Paesi Bassi                                                                | 5 – 0                                                                      | Corea del Sud                                                              | Mondiali 1998 - 1º turno                                                   | -                                                                          | cap.                                                                       |
| 25-6-1998                                                                  | Saint-Etienne                                                              | Paesi Bassi                                                                | 2 – 2                                                                      | Messico                                                                    | Mondiali 1998 - 1º turno                                                   | -                                                                          | cap.                                                                       |
| 29-6-1998                                                                  | Tolosa                                                                     | Paesi Bassi                                                                | 2 – 1                                                                      | Jugoslavia                                                                 | Mondiali 1998 - Ottavi di finale                                           | -                                                                          | cap.                                                                       |
| 4-7-1998                                                                   | Marsiglia                                                                  | Paesi Bassi                                                                | 2 – 1                                                                      | Argentina                                                                  | Mondiali 1998 - Quarti di finale                                           | -                                                                          | cap.                                                                       |
| 7-7-1998                                                                   | Marsiglia                                                                  | Brasile                                                                    | 1 – 1 dts (4 – 2 dtr)                                                      | Paesi Bassi                                                                | Mondiali 1998 - Semifinale                                                 | -                                                                          | cap.                                                                       |
| 11-7-1998                                                                  | Parigi                                                                     | Paesi Bassi                                                                | 1 – 2                                                                      | Croazia                                                                    | Mondiali 1998 - Finale 3º posto                                            | -                                                                          | cap.                                                                       |
| 10-10-1998                                                                 | Eindhoven                                                                  | Paesi Bassi                                                                | 2 – 0                                                                      | Perù                                                                       | Amichevole                                                                 | -                                                                          | cap.                                                                       |
| 13-10-1998                                                                 | Arnhem                                                                     | Paesi Bassi                                                                | 0 – 0                                                                      | Ghana                                                                      | Amichevole                                                                 | -                                                                          | cap.                                                                       |
| 18-11-1998                                                                 | Gelsenkirchen                                                              | Germania                                                                   | 1 – 1                                                                      | Paesi Bassi                                                                | Amichevole                                                                 | -                                                                          | cap.                                                                       |
| 10-2-1999                                                                  | Parigi                                                                     | Portogallo                                                                 | 0 – 0                                                                      | Paesi Bassi                                                                | Amichevole                                                                 | -                                                                          | cap.                                                                       |
| 31-3-1999                                                                  | Amsterdam                                                                  | Paesi Bassi                                                                | 1 – 1                                                                      | Argentina                                                                  | Amichevole                                                                 | -                                                                          | cap.                                                                       |
| 5-6-1999                                                                   | Salvador                                                                   | Brasile                                                                    | 2 – 2                                                                      | Paesi Bassi                                                                | Amichevole                                                                 | -                                                                          | cap.                                                                       |
| 8-6-1999                                                                   | Goiânia                                                                    | Brasile                                                                    | 3 – 1                                                                      | Paesi Bassi                                                                | Amichevole                                                                 | -                                                                          | cap.                                                                       |
| 18-8-1999                                                                  | Copenaghen                                                                 | Danimarca                                                                  | 0 – 0                                                                      | Paesi Bassi                                                                | Amichevole                                                                 | -                                                                          | cap.                                                                       |
| 4-9-1999                                                                   | Rotterdam                                                                  | Paesi Bassi                                                                | 5 – 5                                                                      | Belgio                                                                     | Amichevole                                                                 | -                                                                          | cap.                                                                       |
| 13-11-1999                                                                 | Eindhoven                                                                  | Paesi Bassi                                                                | 1 – 1                                                                      | Rep. Ceca                                                                  | Amichevole                                                                 | -                                                                          | cap.                                                                       |
| 29-3-2000                                                                  | Bruxelles                                                                  | Belgio                                                                     | 2 – 2                                                                      | Paesi Bassi                                                                | Amichevole                                                                 | -                                                                          | cap.                                                                       |
| 26-4-2000                                                                  | Arnhem                                                                     | Paesi Bassi                                                                | 0 – 0                                                                      | Scozia                                                                     | Amichevole                                                                 | -                                                                          | cap.                                                                       |
| 27-5-2000                                                                  | Amsterdam                                                                  | Paesi Bassi                                                                | 2 – 1                                                                      | Romania                                                                    | Amichevole                                                                 | -                                                                          | cap.                                                                       |
| 4-6-2000                                                                   | Losanna                                                                    | Paesi Bassi                                                                | 3 – 1                                                                      | Polonia                                                                    | Amichevole                                                                 | 1                                                                          | cap.                                                                       |
| 11-6-2000                                                                  | Amsterdam                                                                  | Paesi Bassi                                                                | 1 – 0                                                                      | Rep. Ceca                                                                  | Euro 2000 - 1º turno                                                       | 1                                                                          | cap. 36’                                                                   |
| 16-6-2000                                                                  | Rotterdam                                                                  | Danimarca                                                                  | 0 – 3                                                                      | Paesi Bassi                                                                | Euro 2000 - 1º turno                                                       | -                                                                          | cap.                                                                       |
| 21-6-2000                                                                  | Amsterdam                                                                  | Francia                                                                    | 2 – 3                                                                      | Paesi Bassi                                                                | Euro 2000 - 1º turno                                                       | 1                                                                          | cap.                                                                       |
| 25-6-2000                                                                  | Rotterdam                                                                  | Paesi Bassi                                                                | 6 – 1                                                                      | Jugoslavia                                                                 | Euro 2000 - Quarti di finale                                               | -                                                                          | cap.                                                                       |
| 29-6-2000                                                                  | Amsterdam                                                                  | Paesi Bassi                                                                | 0 – 0 dts (1 – 3 dtr)                                                      | Italia                                                                     | Euro 2000 - Semifinale                                                     | -                                                                          | cap.                                                                       |
| 2-9-2000                                                                   | Amsterdam                                                                  | Paesi Bassi                                                                | 2 – 2                                                                      | Irlanda                                                                    | Qual. Mondiali 2002                                                        | -                                                                          | cap.                                                                       |
| 7-10-2000                                                                  | Nicosia                                                                    | Cipro                                                                      | 0 – 4                                                                      | Paesi Bassi                                                                | Qual. Mondiali 2002                                                        | -                                                                          | cap.                                                                       |
| 11-10-2000                                                                 | Rotterdam                                                                  | Paesi Bassi                                                                | 0 – 2                                                                      | Portogallo                                                                 | Qual. Mondiali 2002                                                        | -                                                                          | cap.                                                                       |
| 15-11-2000                                                                 | Siviglia                                                                   | Spagna                                                                     | 1 – 2                                                                      | Paesi Bassi                                                                | Amichevole                                                                 | 1                                                                          | cap.                                                                       |
| 28-2-2001                                                                  | Amsterdam                                                                  | Paesi Bassi                                                                | 0 – 0                                                                      | Turchia                                                                    | Amichevole                                                                 | -                                                                          | cap. 46’                                                                   |
| 24-3-2001                                                                  | Barcellona                                                                 | Andorra                                                                    | 0 – 5                                                                      | Paesi Bassi                                                                | Qual. Mondiali 2002                                                        | -                                                                          | cap.                                                                       |
| 28-3-2001                                                                  | Porto                                                                      | Portogallo                                                                 | 2 – 2                                                                      | Paesi Bassi                                                                | Qual. Mondiali 2002                                                        | -                                                                          | cap.                                                                       |
| 25-4-2001                                                                  | Eindhoven                                                                  | Paesi Bassi                                                                | 4 – 0                                                                      | Cipro                                                                      | Qual. Mondiali 2002                                                        | -                                                                          | cap.                                                                       |
| 2-6-2001                                                                   | Tallinn                                                                    | Estonia                                                                    | 2 – 4                                                                      | Paesi Bassi                                                                | Qual. Mondiali 2002                                                        | 1                                                                          | cap.                                                                       |
| 10-11-2001                                                                 | Copenaghen                                                                 | Danimarca                                                                  | 1 – 1                                                                      | Paesi Bassi                                                                | Amichevole                                                                 | -                                                                          | cap. 46’                                                                   |
| 13-2-2002                                                                  | Amsterdam                                                                  | Paesi Bassi                                                                | 1 – 1                                                                      | Inghilterra                                                                | Amichevole                                                                 | -                                                                          | cap. 69’                                                                   |
| 27-3-2002                                                                  | Rotterdam                                                                  | Paesi Bassi                                                                | 1 – 0                                                                      | Spagna                                                                     | Amichevole                                                                 | 1                                                                          | cap.                                                                       |
| 19-5-2002                                                                  | Foxborough                                                                 | Stati Uniti                                                                | 0 – 2                                                                      | Paesi Bassi                                                                | Amichevole                                                                 | -                                                                          | cap.                                                                       |
| 21-8-2002                                                                  | Oslo                                                                       | Norvegia                                                                   | 0 – 1                                                                      | Paesi Bassi                                                                | Amichevole                                                                 | -                                                                          | cap.                                                                       |
| 7-9-2002                                                                   | Eindhoven                                                                  | Paesi Bassi                                                                | 3 – 0                                                                      | Bielorussia                                                                | Qual. Euro 2004                                                            | -                                                                          | cap.                                                                       |
| 16-10-2002                                                                 | Vienna                                                                     | Austria                                                                    | 0 – 3                                                                      | Paesi Bassi                                                                | Qual. Euro 2004                                                            | -                                                                          | cap.                                                                       |
| 20-11-2002                                                                 | Gelsenkirchen                                                              | Germania                                                                   | 1 – 3                                                                      | Paesi Bassi                                                                | Amichevole                                                                 | -                                                                          | cap. 46’                                                                   |
| 12-2-2003                                                                  | Amsterdam                                                                  | Paesi Bassi                                                                | 1 – 0                                                                      | Argentina                                                                  | Amichevole                                                                 | -                                                                          | cap.                                                                       |
| 29-3-2003                                                                  | Rotterdam                                                                  | Paesi Bassi                                                                | 1 – 1                                                                      | Rep. Ceca                                                                  | Qual. Euro 2004                                                            | -                                                                          | cap.                                                                       |
| 2-4-2003                                                                   | Tiraspol                                                                   | Moldavia                                                                   | 1 – 2                                                                      | Paesi Bassi                                                                | Qual. Euro 2004                                                            | -                                                                          | cap. 45+1’                                                                 |
| 30-4-2003                                                                  | Eindhoven                                                                  | Paesi Bassi                                                                | 1 – 1                                                                      | Portogallo                                                                 | Amichevole                                                                 | -                                                                          | cap.                                                                       |
| 7-6-2003                                                                   | Minsk                                                                      | Bielorussia                                                                | 0 – 2                                                                      | Paesi Bassi                                                                | Qual. Euro 2004                                                            | -                                                                          | cap.                                                                       |
| 20-8-2003                                                                  | Bruxelles                                                                  | Belgio                                                                     | 1 – 1                                                                      | Paesi Bassi                                                                | Amichevole                                                                 | -                                                                          | cap.                                                                       |
| 6-9-2003                                                                   | Rotterdam                                                                  | Paesi Bassi                                                                | 3 – 1                                                                      | Austria                                                                    | Qual. Euro 2004                                                            | -                                                                          | cap.                                                                       |
| 10-9-2003                                                                  | Praga                                                                      | Rep. Ceca                                                                  | 3 – 1                                                                      | Paesi Bassi                                                                | Qual. Euro 2004                                                            | -                                                                          | cap. 46’                                                                   |
| 15-11-2003                                                                 | Glasgow                                                                    | Scozia                                                                     | 1 – 0                                                                      | Paesi Bassi                                                                | Qual. Euro 2004                                                            | -                                                                          | cap.                                                                       |
| 19-11-2003                                                                 | Amsterdam                                                                  | Paesi Bassi                                                                | 6 – 0                                                                      | Scozia                                                                     | Qual. Euro 2004                                                            | 1                                                                          | 46’                                                                        |
| 18-2-2004                                                                  | Amsterdam                                                                  | Paesi Bassi                                                                | 1 – 0                                                                      | Stati Uniti                                                                | Amichevole                                                                 | -                                                                          | 80’                                                                        |
| 1-6-2004                                                                   | Losanna                                                                    | Paesi Bassi                                                                | 3 – 0                                                                      | Fær Øer                                                                    | Amichevole                                                                 | -                                                                          | 46’                                                                        |
| 23-6-2004                                                                  | Braga                                                                      | Paesi Bassi                                                                | 3 – 0                                                                      | Lettonia                                                                   | Euro 2004 - 1º turno                                                       | -                                                                          | cap.                                                                       |
| 26-6-2004                                                                  | Faro                                                                       | Svezia                                                                     | 0 – 0 dts (4 – 5 dtr)                                                      | Paesi Bassi                                                                | Euro 2004 - Quarti di finale                                               | -                                                                          | cap. 30’ 36’                                                               |
| Totale                                                                     |                                                                            | Presenze (3º posto)                                                        | 112                                                                        |                                                                            | Reti                                                                       | 13                                                                         |                                                                            |

### Statistiche da allenatore

#### Club
Statistiche aggiornate al 24 luglio 2020. In grassetto le competizioni vinte.
| Stagione              | Squadra               | Campionato            | Campionato | Campionato | Campionato | Campionato | Coppe nazionali | Coppe nazionali | Coppe nazionali | Coppe nazionali | Coppe nazionali | Coppe continentali | Coppe continentali | Coppe continentali | Coppe continentali | Coppe continentali | Altre coppe | Altre coppe | Altre coppe | Altre coppe | Altre coppe | Totale | Totale | Totale | Totale | % Vittorie | Piazzamento |
| Stagione              | Squadra               | Comp                  | G          | V          | N          | P          | Comp            | G               | V               | N               | P               | Comp               | G                  | V                  | N                  | P                  | Comp        | G           | V           | N           | P           | G      | V      | N      | P      | %          | Piazzamento |
| --------------------- | --------------------- | --------------------- | ---------- | ---------- | ---------- | ---------- | --------------- | --------------- | --------------- | --------------- | --------------- | ------------------ | ------------------ | ------------------ | ------------------ | ------------------ | ----------- | ----------- | ----------- | ----------- | ----------- | ------ | ------ | ------ | ------ | ---------- | ----------- |
| dic. 2010-2011        | Ajax                  | ED                    | 17         | 13         | 2          | 2          | CO              | 4               | 3               | 0               | 1               | UCL+UEL            | 1+4                | 1+2                | 0+0                | 0+2                | -           | -           | -           | -           |             | 26     | 19     | 2      | 5      | 73,08      | Sub., 1º    |
| 2011-2012             | Ajax                  | ED                    | 34         | 23         | 7          | 4          | CO              | 3               | 2               | 0               | 1               | UCL+UEL            | 6+2                | 2+1                | 2+0                | 2+1                | SO          | 1           | 0           | 0           | 1           | 46     | 28     | 9      | 9      | 60,87      | 1º          |
| 2012-2013             | Ajax                  | ED                    | 34         | 22         | 10         | 2          | CO              | 5               | 4               | 0               | 1               | UCL+UEL            | 6+2                | 1+0                | 1+0                | 4+2                | SO          | 1           | 0           | 0           | 1           | 48     | 27     | 11     | 10     | 56,25      | 1º          |
| 2013-2014             | Ajax                  | ED                    | 34         | 20         | 11         | 3          | CO              | 6               | 5               | 0               | 1               | UCL+UEL            | 6+2                | 2+0                | 2+0                | 2+2                | SO          | 1           | 1           | 0           | 0           | 49     | 28     | 13     | 8      | 57,14      | 1º          |
| 2014-2015             | Ajax                  | ED                    | 34         | 21         | 8          | 5          | CO              | 3               | 2               | 0               | 1               | UCL+UEL            | 6+4                | 1+3                | 2+0                | 3+1                | SO          | 1           | 0           | 0           | 1           | 48     | 27     | 10     | 11     | 56,25      | 2º          |
| 2015-2016             | Ajax                  | ED                    | 34         | 25         | 7          | 2          | CO              | 2               | 1               | 0               | 1               | UCL+UEL            | 2+8                | 0+2                | 1+5                | 1+1                | -           | -           | -           | -           | -           | 46     | 28     | 13     | 5      | 60,87      | 2º          |
| Totale Ajax           | Totale Ajax           | Totale Ajax           | 187        | 124        | 45         | 18         |                 | 23              | 17              | 0               | 6               |                    | 49                 | 15                 | 13                 | 21                 |             | 4           | 1           | 0           | 3           | 263    | 157    | 58     | 48     | 59,70      |             |
| ago.-ott. 2016        | Inter                 | A                     | 11         | 4          | 2          | 5          | CI              | 0               | 0               | 0               | 0               | UEL                | 3                  | 1                  | 0                  | 2                  | -           | -           | -           | -           | -           | 14     | 5      | 2      | 7      | 35,71      | Eson.       |
| ago.-set. 2017        | Crystal Palace        | PL                    | 4          | 0          | 0          | 4          | FACup+CdL       | 0+1             | 1               | 0               | 0               | -                  | -                  | -                  | -                  | -                  | -           | -           | -           | -           | -           | 5      | 1      | 0      | 4      | 20,00      | Eson.       |
| 2019                  | Atlanta United        | MLS                   | 34+3       | 18+2       | 4          | 12+1       | USOC            | 5               | 5               | 0               | 0               | CCL                | 4                  | 2                  | 0                  | 2                  | CC          | 1           | 1           | 0           | 0           | 47     | 28     | 4      | 15     | 59,57      | 3º          |
| gen.-lug. 2020        | Atlanta United        | MLS                   | 5          | 2          | 0          | 3          | -               | -               | -               | -               | -               | CCL                | 3                  | 1                  | 1                  | 1                  | -           | -           | -           | -           | -           | 8      | 3      | 1      | 4      | 37,50      | Eson.       |
| Totale Atlanta United | Totale Atlanta United | Totale Atlanta United | 42         | 22         | 4          | 16         |                 | 5               | 5               | 0               | 0               |                    | 7                  | 3                  | 1                  | 3                  |             | 1           | 1           | 0           | 0           | 55     | 31     | 5      | 19     | 56,36      |             |
| lug.-dic. 2023        | Al-Jazira             | PL                    | 10         | 4          | 2          | 4          | PC+CdL          | 0+4             | 0+2             | 0+1             | 0+1             | -                  | -                  | -                  | -                  | -                  | -           | -           | -           | -           | -           | 14     | 6      | 3      | 5      | 42,86      | Eson        |
| Totale carriera       | Totale carriera       | Totale carriera       | 254        | 154        | 53         | 47         |                 | 33              | 25              | 1               | 7               |                    | 59                 | 19                 | 14                 | 26                 |             | 5           | 2           | 0           | 3           | 351    | 200    | 68     | 83     | 56,98      |             |

#### Nazionale
Statistiche aggiornate al 27 giugno 2021.
| Squadra     | Naz                    | dal               | al             | Record | Record | Record | Record     | Record | Record | Record | Record |
| G           | V                      | N                 | P              | GF     | GS     | DR     | % Vittorie |        |        |        |        |
| ----------- | ---------------------- | ----------------- | -------------- | ------ | ------ | ------ | ---------- | ------ | ------ | ------ | ------ |
| Paesi Bassi | Paesi Bassi (bandiera) | 24 settembre 2020 | 29 giugno 2021 | 15     | 8      | 4      | 3          | 31     | 15     | +16    | 53,33  |

#### Nazionale nel dettaglio
| 2020               | Paesi Bassi        | Nations League 2020-2021 | Subentrato, 2º nel Gruppo 1 | 4  | 2 | 2 | 0 | 50,00 | 6  | 3  | +3  |
| 2021               | Paesi Bassi        | Qual. Mondiale 2022      | nel Gruppo G                | 3  | 2 | 0 | 1 | 66,67 | 11 | 4  | +7  |
| Giu.-lug. 2021     | Paesi Bassi        | Europeo 2020             | Ottavi di finale            | 4  | 3 | 0 | 1 | 75,00 | 8  | 4  | +4  |
| Dal 2020           | Paesi Bassi        | Amichevoli               |                             | 4  | 1 | 2 | 1 | 25,00 | 6  | 4  | +2  |
| Totale Paesi Bassi | Totale Paesi Bassi | Totale Paesi Bassi       | Totale Paesi Bassi          | 15 | 8 | 4 | 3 | 53,33 | 31 | 15 | +16 |

#### Panchine da commissario tecnico della nazionale olandese
| Cronologia completa delle presenze e delle reti in nazionale ― Paesi Bassi | Cronologia completa delle presenze e delle reti in nazionale ― Paesi Bassi | Cronologia completa delle presenze e delle reti in nazionale ― Paesi Bassi | Cronologia completa delle presenze e delle reti in nazionale ― Paesi Bassi | Cronologia completa delle presenze e delle reti in nazionale ― Paesi Bassi | Cronologia completa delle presenze e delle reti in nazionale ― Paesi Bassi | Cronologia completa delle presenze e delle reti in nazionale ― Paesi Bassi                       | Cronologia completa delle presenze e delle reti in nazionale ― Paesi Bassi |
| Data                                                                       | Città                                                                      | In casa                                                                    | Risultato                                                                  | Ospiti                                                                     | Competizione                                                               | Reti                                                                                             | Note                                                                       |
| -------------------------------------------------------------------------- | -------------------------------------------------------------------------- | -------------------------------------------------------------------------- | -------------------------------------------------------------------------- | -------------------------------------------------------------------------- | -------------------------------------------------------------------------- | ------------------------------------------------------------------------------------------------ | -------------------------------------------------------------------------- |
| 7-10-2020                                                                  | Amsterdam                                                                  | Paesi Bassi                                                                | 0 – 1                                                                      | Messico                                                                    | Amichevole                                                                 | -                                                                                                | Cap: V. Van Dijk                                                           |
| 11-10-2020                                                                 | Zenica                                                                     | Bosnia ed Erzegovina                                                       | 0 – 0                                                                      | Paesi Bassi                                                                | UEFA Nations League 2020-2021 - 1º turno                                   | -                                                                                                | Cap: V. Van Dijk                                                           |
| 14-10-2020                                                                 | Bergamo                                                                    | Italia                                                                     | 1 – 1                                                                      | Paesi Bassi                                                                | UEFA Nations League 2020-2021 - 1º turno                                   | Donny van de Beek                                                                                | Cap: V. Van Dijk                                                           |
| 11-11-2020                                                                 | Amsterdam                                                                  | Paesi Bassi                                                                | 1 – 1                                                                      | Spagna                                                                     | Amichevole                                                                 | Donny van de Beek                                                                                | Cap: G. Wijnaldum                                                          |
| 15-11-2020                                                                 | Amsterdam                                                                  | Paesi Bassi                                                                | 3 – 1                                                                      | Bosnia ed Erzegovina                                                       | UEFA Nations League 2020-2021 - 1º turno                                   | 2 Georginio Wijnaldum Memphis Depay                                                              | Cap: G. Wijnaldum                                                          |
| 18-11-2020                                                                 | Chorzów                                                                    | Polonia                                                                    | 1 – 2                                                                      | Paesi Bassi                                                                | UEFA Nations League 2020-2021 - 1º turno                                   | Memphis Depay (rig.) Georginio Wijnaldum                                                         | Cap: G. Wijnaldum                                                          |
| 24-3-2021                                                                  | Istanbul                                                                   | Turchia                                                                    | 4 – 2                                                                      | Paesi Bassi                                                                | Qual. Mondiali 2022                                                        | Davy Klaassen Luuk de Jong                                                                       | Cap: G. Wijnaldum                                                          |
| 27-3-2021                                                                  | Amsterdam                                                                  | Paesi Bassi                                                                | 2 – 0                                                                      | Lettonia                                                                   | Qual. Mondiali 2022                                                        | Steven Berghuis Luuk de Jong                                                                     | Cap: G. Wijnaldum                                                          |
| 30-3-2021                                                                  | Gibilterra                                                                 | Gibilterra                                                                 | 0 – 7                                                                      | Paesi Bassi                                                                | Qual. Mondiali 2022                                                        | Steven Berghuis Luuk de Jong 2 Memphis Depay Georginio Wijnaldum Donyell Malen Donny van de Beek | Cap: G. Wijnaldum                                                          |
| 2-6-2021                                                                   | Faro                                                                       | Paesi Bassi                                                                | 2 – 2                                                                      | Scozia                                                                     | Amichevole                                                                 | 2 Memphis Depay                                                                                  | Cap: G. Wijnaldum                                                          |
| 6-6-2021                                                                   | Enschede                                                                   | Paesi Bassi                                                                | 3 – 0                                                                      | Georgia                                                                    | Amichevole                                                                 | Memphis Depay (rig.) Wout Weghorst Ryan Gravenberch                                              | Cap: G. Wijnaldum                                                          |
| 13-6-2021                                                                  | Amsterdam                                                                  | Paesi Bassi                                                                | 3 – 2                                                                      | Ucraina                                                                    | Euro 2020 - 1º turno                                                       | Georginio Wijnaldum Wout Weghorst Denzel Dumfries                                                | Cap: G. Wijnaldum                                                          |
| 17-6-2021                                                                  | Amsterdam                                                                  | Paesi Bassi                                                                | 2 – 0                                                                      | Austria                                                                    | Euro 2020 - 1º turno                                                       | Memphis Depay Denzel Dumfries                                                                    | Cap: G. Wijnaldum                                                          |
| 21-6-2021                                                                  | Amsterdam                                                                  | Macedonia del Nord                                                         | 0 – 3                                                                      | Paesi Bassi                                                                | Euro 2020 - 1º turno                                                       | Memphis Depay 2 Georginio Wijnaldum                                                              | Cap: G. Wijnaldum                                                          |
| 27-6-2021                                                                  | Budapest                                                                   | Paesi Bassi                                                                | 0 – 2                                                                      | Rep. Ceca                                                                  | Euro 2020 - Ottavi di finale                                               | -                                                                                                | Cap: G. Wijnaldum                                                          |
| Totale                                                                     |                                                                            | Presenze                                                                   | 15                                                                         |                                                                            | Reti                                                                       | 31                                                                                               |                                                                            |

## Palmarès

### Giocatore

#### Club

##### Competizioni nazionali
- Campionato olandese: 5

Ajax: 1989-1990, 1993-1994, 1994-1995, 1995-1996, 1997-1998
- Coppa dei Paesi Bassi: 2

Ajax: 1992-1993, 1997-1998
- Supercoppa dei Paesi Bassi: 3

Ajax: 1993, 1994, 1995
- Campionato spagnolo: 1

Barcellona: 1998-1999

##### Competizioni internazionali
- Coppa UEFA: 1

Ajax: 1991-1992
- UEFA Champions League: 1

Ajax: 1994-1995
- Supercoppa UEFA: 1

Ajax: 1995
- Coppa Intercontinentale: 1

Ajax: 1995

#### Individuale
- ESM Team of the Year: 1

1995-1996

### Allenatore

#### Club

##### Competizioni nazionali
- Campionato olandese: 4

Ajax: 2010-2011, 2011-2012, 2012-2013, 2013-2014
- Supercoppa dei Paesi Bassi: 1

Ajax: 2013
- U.S. Open Cup: 1

Atlanta United: 2019

##### Competizioni internazionali
- Campeones Cup: 1

Atlanta United: 2019

#### Individuale
- Rinus Michels Award: 2

2013, 2014
- Inserito tra le "Leggende del calcio" del Golden Foot (2016)